# De wraak van Osama
De wraak van Osama is een spionageroman van auteur Gérard de Villiers en het 148e deel uit de S.A.S.-reeks met als protagonist de Oostenrijkse prins en freelance CIA-agent Malko Linge.

## Het verhaal
Malko wordt door de CIA naar Pakistan gezonden om te participeren in de gevangenneming van Osama bin Laden nadat de Amerikanen zijn schuilplaatsen eindelijk hebben gelokaliseerd. Tot grote woede van de Verenigde Staten weet Bin Laden echter toch te ontkomen in het onherbergzame grensgebied tussen Pakistan en Afghanistan. Bin Laden wordt gesteund en beschermd door duizenden aanhangers voor wie hij een waar genie, profeet of een held is in de strijd tegen de ongelovigen.
De Amerikanen begrijpen niet dat zelfs een beloning van $25.000.000 niet heeft geleid tot de gevangenneming van Bin Laden. Ze negeren zelfs aanwijzingen dat de Taliban en Al Qaidastrijders niet op de vlucht geslagen maar nog steeds alom vertegenwoordigd zijn in Afghanistan.
Voor Malko zou de gevangenneming van Osama bin Laden de kroon op zijn reeds zeer succesvolle carrière bij de CIA zijn.

## Personages
- Malko Linge, Oostenrijkse prins en CIA-agent
- Frank Capistrano, de speciaal adviseur voor Nationale Veiligheid van de president van de Verenigde Staten;
- Arif Jamal, een stringer van de CIA in Pakistan;
- Abdul Razzaq, een stringer van de CIA in Pakistan;
- mollah Abdulla, een radicale Pakistaanse imam;
- Greg Bautzer, het districtshoofd van de CIA in Islamabad;
- Priscilla Clearwater, de secretaresse van Bautzer en oude bekende en minnares van Malko;
- Angie Boatman, een medewerkster van de CIA in Pakistan;
- George Keel, een medewerker van de CIA in Pakistan met de bijnaam “Bud”;
- Angélique, een vriendin van Priscilla Clearwater;
- Hadji Soulaiman, een Afghaanse krijsheer;
- James Norris, kononel van het achttiende bergcompagnie van het Amerikaanse leger;
- Iqbal Popalzai, een Pashtoun en een lid van de stam Poplazai;
- Shimaila, een Oezbeekse hoer;
- Tajmir Jawad, een vertrouwensman van Bin Laden;
- Nader Affridi, een lid van de stam Yacoub.

## Stripverhaal
Dit deel is ook verschenen als stripverhaal bij uitgeverij Glénat onder de titel Bin Laden: de klopjacht (ISBN 978-9-06969-561-7).